# Lista chorążych reprezentacji Kiribati na igrzyskach olimpijskich
Lista chorążych reprezentacji Kiribati na igrzyskach olimpijskich – lista zawodników i zawodniczek reprezentacji Kiribati, którzy podczas ceremonii otwarcia nowożytnych igrzysk olimpijskich nieśli flagę Kiribati.

## Chronologiczna lista chorążych
| Lp. | Rok i miejsce        | Chorąży        | Dyscyplina           |
| --- | -------------------- | -------------- | -------------------- |
| 1   | 2004, Ateny          | Meameaa Thomas | Podnoszenie ciężarów |
| 2   | 2008, Pekin          | David Katoatau | Podnoszenie ciężarów |
| 3   | 2012, Londyn         | David Katoatau | Podnoszenie ciężarów |
| 4   | 2016, Rio de Janeiro | David Katoatau | Podnoszenie ciężarów |
| 5   | 2020, Tokio          | Kinaua Biribo  | Judo                 |
| 5   | 2020, Tokio          | Ruben Katoatau | Podnoszenie ciężarów |